# Avdot'ja Jakovlevna Panaeva
Avdot'ja Jakovlevna Brjanskaja, coniugata Panaeva (Авдотья Яковлевна Панаева; San Pietroburgo, 1819 – San Pietroburgo, 1893), è stata una scrittrice russa.

## Biografia
Avdot'ja Jakovlevna nacque a Pietroburgo nel 1819. Sposò dapprima lo scrittore Ivan Ivanovič Panaev, per poi unirsi in matrimonio con il poeta Nikolaj Alekseevič Nekrasov. Collaborò con entrambi alla stesura di numerosi racconti e romanzi, concentrandosi principalmente sulla condizione e l'emancipazione delle donne nella società russa. Panaeva fu una donna e una scrittrice russa di spicco nel suo tempo. Il suo primo romanzo, La famiglia T. (in russo Semejstvo Tal´nikovych?) nel 1867 fu oggetto di censura a causa della sua presunta immoralità, ma fu calorosamente elogiato dal critico Belinskij. Uno dei suoi lavori più noti è il romanzo Destino di donna (in russo Ženskaja dolja?) del 1862, influenzato dalle idee di Nikolaj Černyševskij. Panaeva era solita organizzare negli anni '40 un salotto letterario nei pressi di via Vladímirskaja; tra i visitatori abituali del salotto figuravano Fëdor Dostoevskij, Lev Tolstoj, Ivan Aleksandrovič Gončarov e Aleksandr Ivanovič Gercen.